# Sturmgeschütz III
Le canon d'assaut Sturmgeschütz III (StuG III) fut le véhicule militaire blindé de combat produit en plus grand nombre par l’Allemagne au cours de la Seconde Guerre mondiale. Il était construit sur le châssis du Panzerkampfwagen III. Conçu au départ comme un canon léger blindé destiné à soutenir l’infanterie, le StuG fut continuellement modifié et fut largement employé comme chasseur de chars. La série des Sturmgeschütz est reconnue pour son excellent rapport qualité/prix. À la fin de la guerre, plus de 10 500 exemplaires avaient été construits.

## Histoire
Le Sturmgeschütz trouve son origine dans un projet initialement présenté par le colonel Erich von Manstein au général Beck en 1935, dans lequel il suggérait que la Sturmartillerie (artillerie d’assaut) devait être utilisée dans un rôle de soutien feu direct pour les divisions d’infanterie. Le 15 juin 1936, Daimler-Benz AG reçut l’ordre de développer un véhicule blindé de soutien d’infanterie capable de supporter le montage d’une pièce d’artillerie de 75 mm. Le canon devait avoir un déplacement latéral de 25 degrés au minimum et être monté dans une superstructure fournissant une protection (y compris sur le dessus) à l’équipage. La hauteur ne devait pas excéder la taille moyenne d’un homme. Daimler-Benz employa le châssis et la boîte de vitesses du tank moyen Panzer III dans un effort de standardisation. La construction du prototype fut déléguée à la société Alkett qui, en 1937, produisit cinq exemplaires de la série expérimentale "StuG", basée sur le PzKpfw III ausf. B. Ces prototypes disposaient d’une superstructure en acier doux et du canon Krupp à tube court Sturmkanone 37 L/24 de 75 mm.
Comme le StuG III était destiné à un rôle de soutien rapproché de l’infanterie, les premiers modèles furent pourvus du canon à basse vitesse StuK 37 L/24 de 75 mm, qui tirait des obus explosifs. Mais après les retentissantes victoires des équipages allemands, les landser vont être confrontés à l'été 1941 aux lourds KV-1 et aux T-34 très mobiles et protégés, qui surclassent sans peine le plus puissant char allemand. Les StuGs parviennent néanmoins à détruire le T-34 grâce à des munitions à charge creuse perçant 70 mm de blindage à toute distance. Cependant les distances d'engagement restent assez courtes, car la mauvaise balistique de l'obus oblige les équipages à s'approcher pour qu'il atteigne sa cible. Le KV-1 peut aussi être mis à mal en visant ses points faibles comme les flancs de tourelle plats, qui ne favorisent pas le ricochet des projectiles. Sur ordre d'Hitler, un canon long de 43 calibres doit être monté sur le StuGIII, le StuK 40 L/43 de 75 mm (printemps 1942), puis le 48 calibres L/48 de 75 mm (automne 1942). Le choix du « Führer » n'est pas dû à une quelconque lubie, car le char est celui qui parait le plus adapté à ce nouvel armement, du moins celui sur lesquelles les modifications à apporter seraient les moindres. Cette fois, c'est aux Soviétiques d’être surpris, car leurs chars sont désormais détruits à longue distance, avec des pertes augmentant significativement. Le KV-1 reste toujours dur à « casser », mais ce mastodonte doit d'abord combattre sa médiocre fiabilité avant de rejoindre le champ de bataille. Les StuG III de fin de série disposèrent également d’une mitrailleuse MG34 7,92 mm montée sur la coque et télécommandée depuis l'intérieur pour une meilleure protection contre l’infanterie.

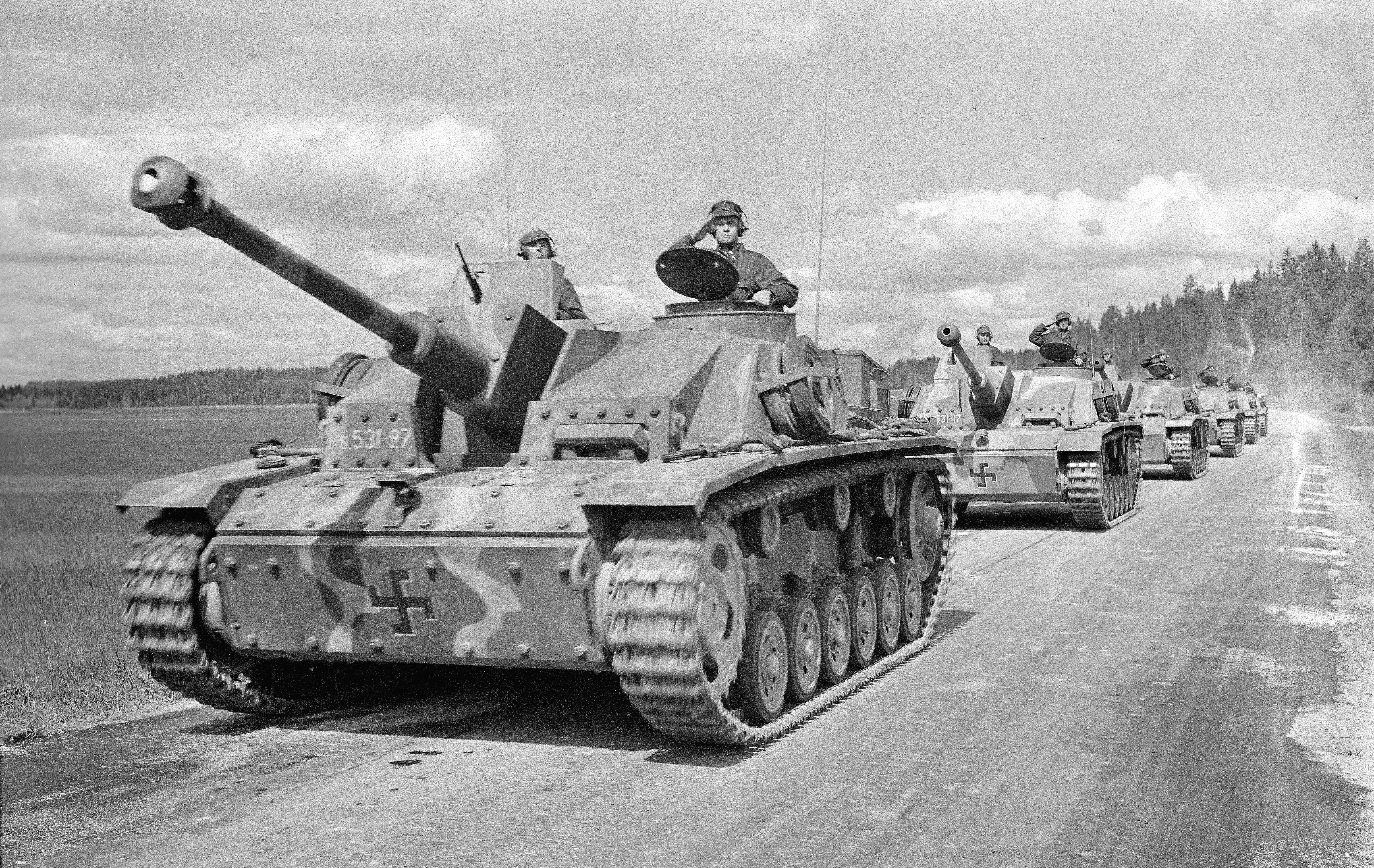
StuG III Ausf. G finlandais le 4 juin 1944 à Enso.

En 1944, l’armée finlandaise en reçut 59 livrés par l’Allemagne et les utilisa contre l’Union soviétique. Ces blindés détruisirent au moins 87 chars ennemis pour une perte de seulement huit StuG (certains d’entre eux furent détruits par les équipages pour en éviter la capture). Après la guerre, ils devinrent le principal véhicule de combat de l’armée finlandaise, jusqu’au début des années 1960. Ces StuGs furent surnommés « Sturmi », inscription apparaissant sur certains modèles réduits en plastique. Les Sturmgeschütz furent également exportés vers d’autres pays comme la Bulgarie, l’Italie, la Roumanie et l’Espagne.
Après la Seconde Guerre mondiale, l’Union soviétique donna certains de ces véhicules allemands capturés à la Syrie, qui continua à les utiliser au moins jusqu’à la guerre des Six Jours (1967).

### Forces et faiblesses
Les chiffres indiqués dans les engagements sont à prendre avec précaution, les véhicules détruits annoncés comprenant également des blindés largement dépassés comme le T-26, voire des automitrailleuses ou des chenillettes comme le Bren Carrier ou des semi-chenillés de type autochenille sur le front ouest. Enfin, les quelques performances individuelles de tankistes d'exception ne sauraient masquer les pertes subies par ailleurs, sur le front de l'Est bien sûr, mais aussi en Normandie. En effet, si le Stug était économique à produire du fait de l'absence de tourelle, cette caractéristique le rendait aussi très vulnérable à des attaques par les côtés. Son blindage supérieur très superficiel le rendait aussi sensible aux attaques aériennes. Néanmoins, dans le bocage normand, il s’avéra un adversaire redoutable, capable de « chasser » à l'affût sous couvert d'une haie ou d'un talus.

### Engagements

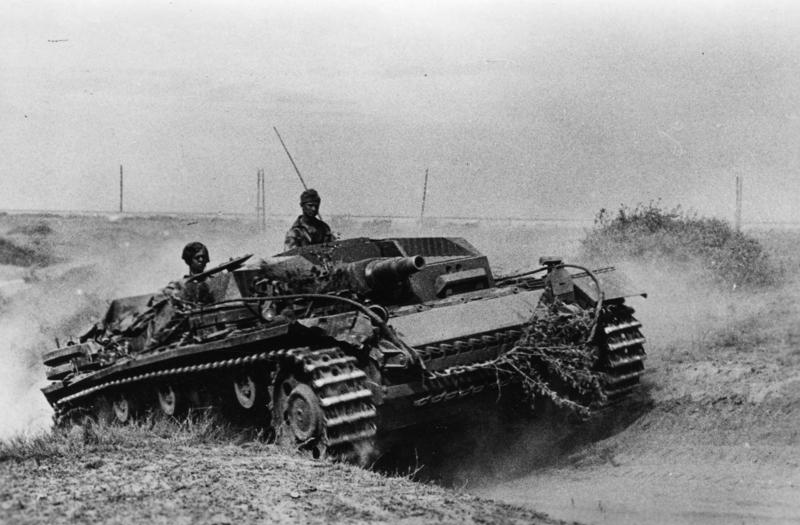
StuG III à l'assaut de Stalingrad en septembre 1942.

L’engagement probablement le plus réussi impliquant des Sturmgeschütz Ausf. F eut lieu à Stalingrad début septembre 1942. Le StuG III Ausf. F appartenant à la Stug. Abt. 244 et commandé par l'Oberwachtmeister Kurt Pfreundtner détruisit neuf chars soviétiques en vingt minutes. Le 18 septembre 1942, l'Oberwachtmeister Pfreundtner fut décoré de la Croix de Chevalier pour ce fait d’armes.
Du 1er au 4 janvier 1943, l'Unteroffizier Horst Naumann de la StuG Abt. 184 détruisit douze chars soviétiques au cours de violents combats dans la région de Demiansk. Le 4 janvier, Naumann reçu la Croix de Chevalier pour avoir détruit un total de vingt-sept chars ennemis.
Le plus connu des as de la Waffen SS utilisant des StuG fut le Sturmbannführer Walter Kniep qui commandait la 2e Sturmgeschütz Abteilung de la 2e Pz. Division « Das Reich » de la Waffen-SS. Du 5 juillet 1943 au 17 janvier 1944, son unité revendiqua la destruction de 129 chars soviétiques, en n’enregistrant la perte que de deux StuG. Il fut lui aussi décoré de la Croix de Chevalier.
En règle générale, les canons d’assaut de la série Sturmgeschütz se montrèrent très efficaces ; ils servirent sur tous les fronts en tant que canons d’assaut et chasseurs de chars. Bien que les chars Panther et Tiger aient une plus grande réputation, les canons d’assaut ont à leur actif la destruction de nombreux chars ennemis. La silhouette basse des Sturmgeschütz III les rendait faciles à camoufler et en faisait une cible difficile à atteindre. En 1944, la plupart d’entre eux étaient pourvus de canons de 75 mm à haute vélocité. On considérait que leurs équipages faisaient partie de l’élite des unités d’artillerie. Au printemps 1944, les unités de Sturmgeschütz détenaient un record impressionnant d’environ 20 000 chars adverses détruits.  Au 10 avril 1945, il restait 1 053 Stug III et 277 StuH en service.
Environ 10 000 Sturmgeschütz de différentes versions furent produits jusqu’en mars 1945 par Alkett et MIAG.

## Versions

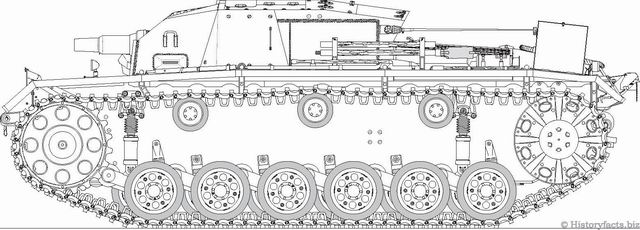
StuG III, Ausf. A

- StuG III Ausf. A (Sd.Kfz 142; 1940, 30 exemplaires produits).

Il fut utilisé pour la première fois au cours de la bataille de France. Il était construit sur la base du châssis du Panzer III Ausf. F et pourvu du canon StuK 37 L/24 de 75 mm.

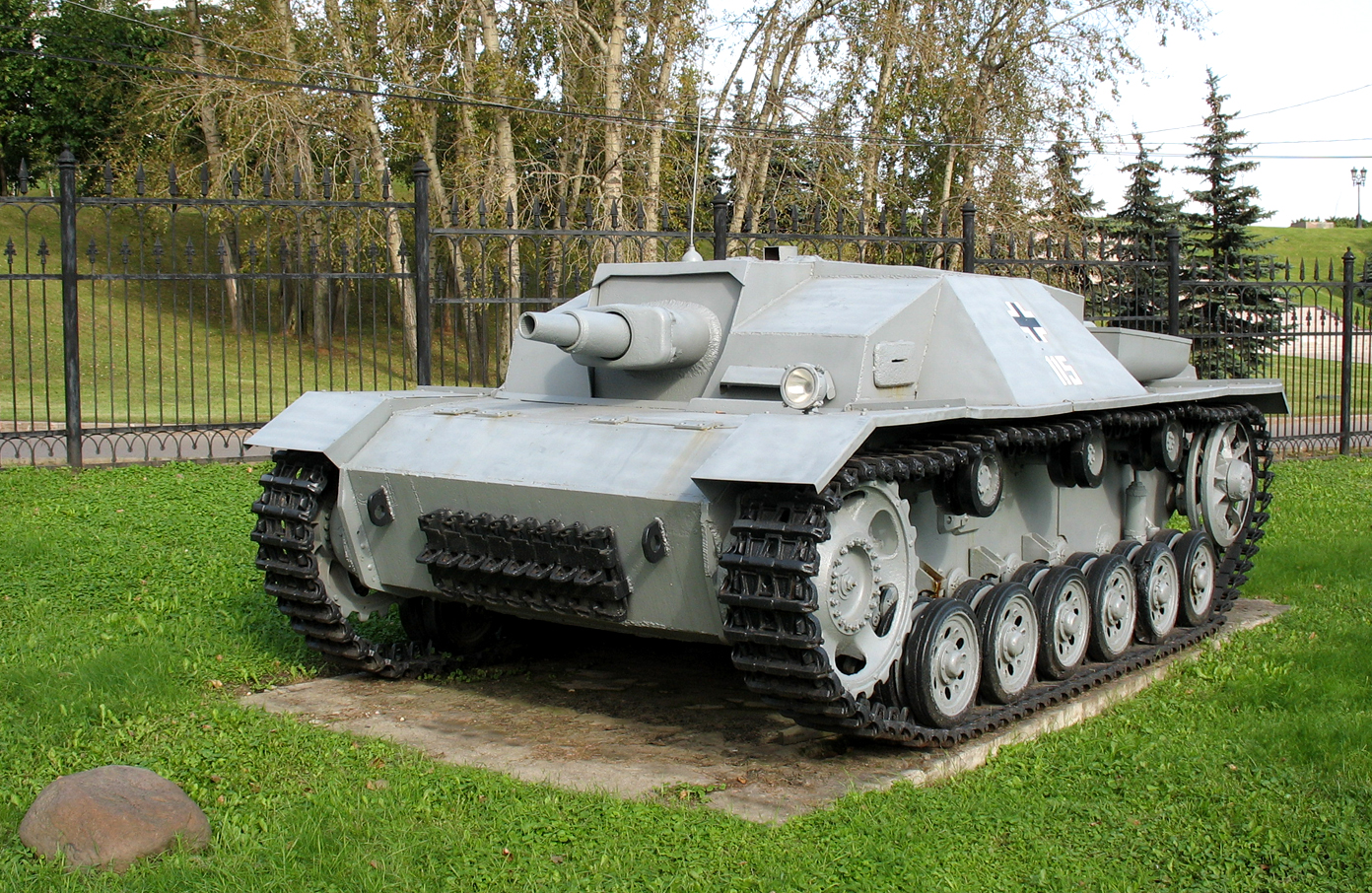
StuG III Ausf B

- StuG III Ausf. B (Sd.Kfz 142; 1940-1941, 320 exemplaires produits).

Chenilles plus larges et autres modifications mineures.

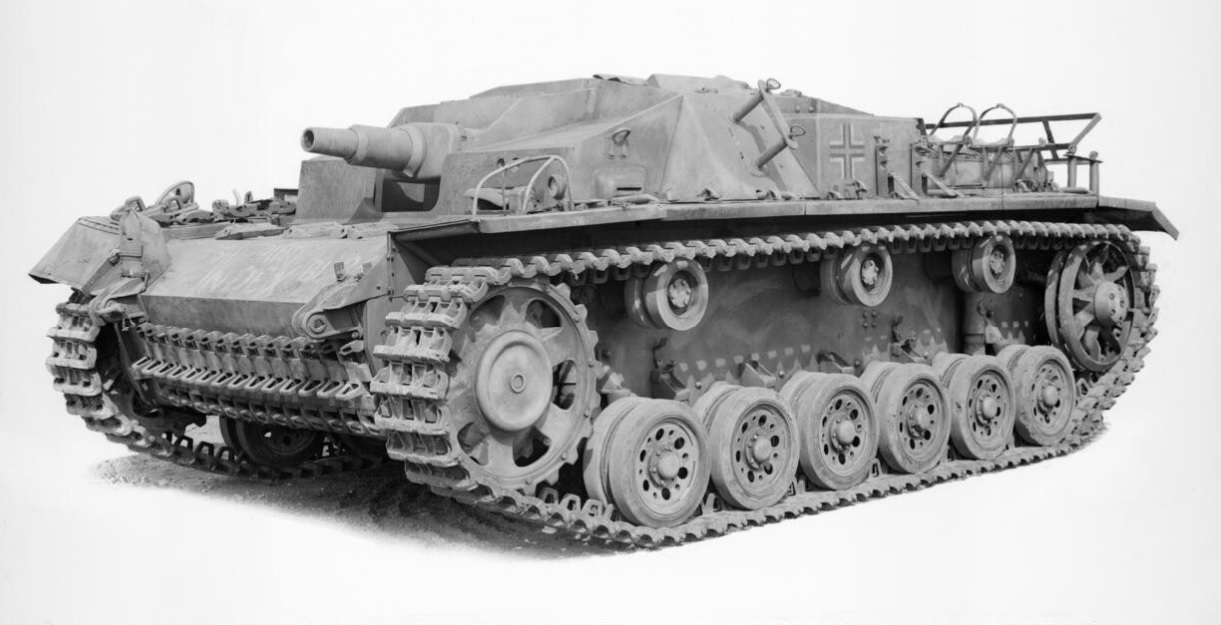
StuG III Ausf C-D

- StuG III Ausf. C (Sd.Kfz 142; 1941, 50 exemplaires produits).

Petites améliorations par rapport à la version précédente.
- StuG III Ausf. D (Sd.Kfz 142; 1941, 150 exemplaires produits).

Petites améliorations par rapport à la version précédente.
- StuG III Ausf. E (Sd.Kfz 142; 1941-1942, 272 exemplaires produits).

Une mitrailleuse MG34 est ajoutée pour protéger le véhicule de l’infanterie ennemie. Autres petites améliorations.
- StuG III Ausf. F (Sd.Kfz 142/1; 1942, 359 exemplaires produits) appelés aussi Stug 40.

Première réelle modification de l’armement. Cette version utilise le canon StuK 40 L/43 qui dispose d’un tube plus long. Des jupes latérales furent ajoutées à certains modèles pour les protéger des fusils anti-char soviétiques ; ces jupes se rencontreront toutefois beaucoup plus souvent sur la version Ausf. G qui lui est postérieure.

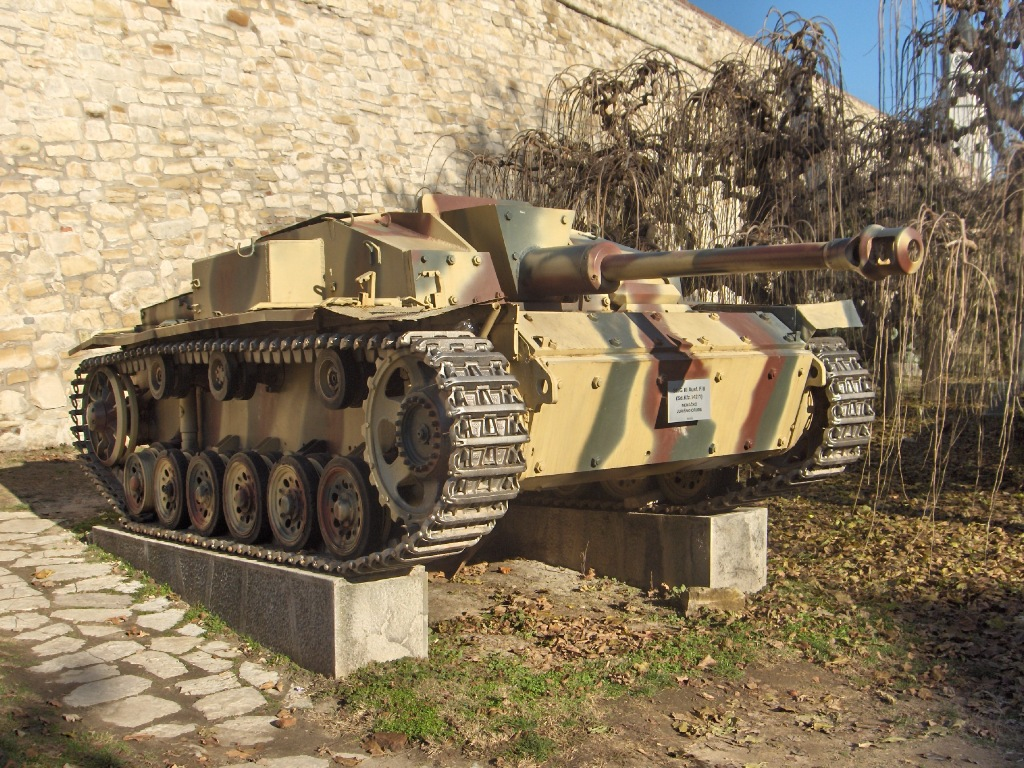
StuG III Ausf. F/8 (Sd.Kfz.142/1) Musée Militaire Belgrade, Serbie

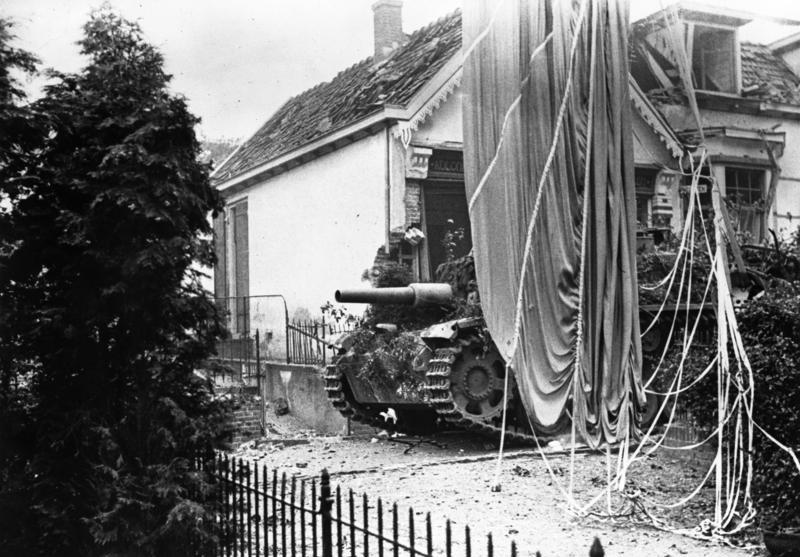
Sturmhaubitze 42, sans frein de bouche, camouflé à Arnheim, septembre 1944

- StuG III Ausf. F/8 (Sd.Kfz 142/1; 1942, 334 exemplaires produits).

Nouveau canon, le StuK 40 L/48 de 75 mm.

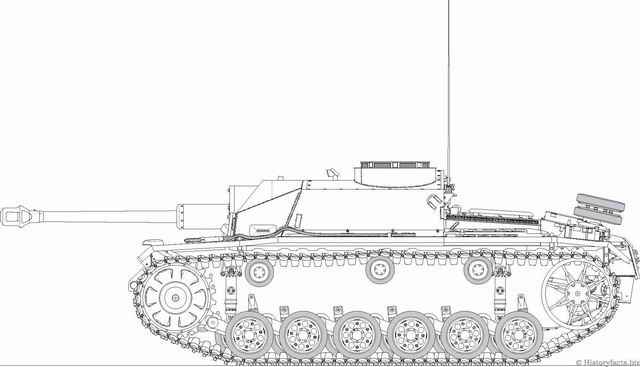
StuG III, Ausf. G

- StuG III Ausf. G (Sd.Kfz 142/1; 1942-1945, 7 893 exemplaires produits).

La version finale et de loin la plus construite de la série StuG. La version G utilisait la coque du Panzer III Ausf. M et, après 1944, fut pourvue d’une seconde mitrailleuse. Des versions plus tardives furent pourvues du manteau de canon Saukopf (en groin de cochon), qui était plus efficace que le manteau original pour détourner les tirs au but. Des jupes latérales furent ajoutées à la version G pour une plus grande protection de ses flancs.
Certains StuG III furent également créés sur la base du châssis de Panzer III tout en étant pourvus du système de suspension du Panzer IV et furent appelés StuG IV. Seuls vingt exemplaires furent produits. L’intention était de simplifier les réparations sur le terrain, mais le système se révéla inopérant et cette version fut abandonnée.

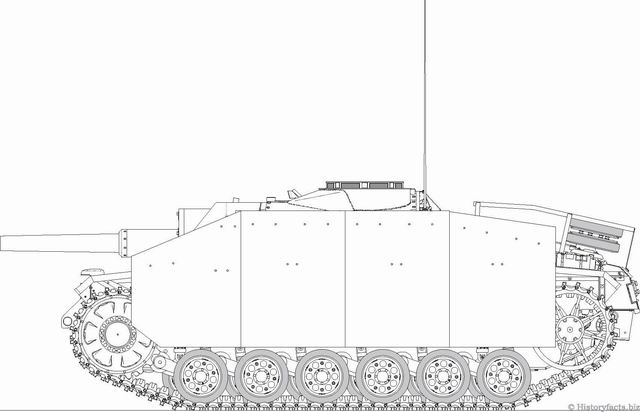
Sturmhaubitze 42, Ausf. G

En 1942, une variante du StuG III fut conçue avec un obusier de 105 mm à la place du StuK 40 L/43. Ces véhicules désignés sous le nom de Sturmhaubitze 42 (ou StuH 42), également recensés sous le terme Sd.Kfz 142/2), étaient destinés à fournir un support d’infanterie en raison du nombre croissant de StuG III F/8 utilisés dans un rôle de chasseurs de chars. Le StuH était pourvu d’une variante de l’obusier léger de campagne modèle 1918, modifié pour bénéficier d’une mise à feu électrique et pourvu d’un frein de bouche. Les modèles tardifs furent construits au départ de châssis de StuG III G ainsi que de châssis StuG III F et F/8. Le frein de bouche fut souvent ignoré du fait d'une utilité des plus douteuses le canon étant à faible vitesse initiale.
En 1943, dix StuG III furent convertis en Stug I (Flamm) par un remplacement du canon par un lance-flammes Schwade. Ces châssis furent tous reconvertis au dépôt et étaient une variante de la version pré-Ausf. F. Aucun rapport n’indique qu’ils auraient été utilisés au combat et ils furent tous retransformés en StuG III standard en 1944.
Le canon automoteur soviétique SU-76i était basé sur un StuG III et sur des chars Panzer III allemands capturés. Près de 1 200 de ces véhicules furent convertis pour être utilisés par l’Armée rouge en y ajoutant une superstructure et le canon ZiS-5 (en) de 76,2 mm.

## Caractéristiques techniques

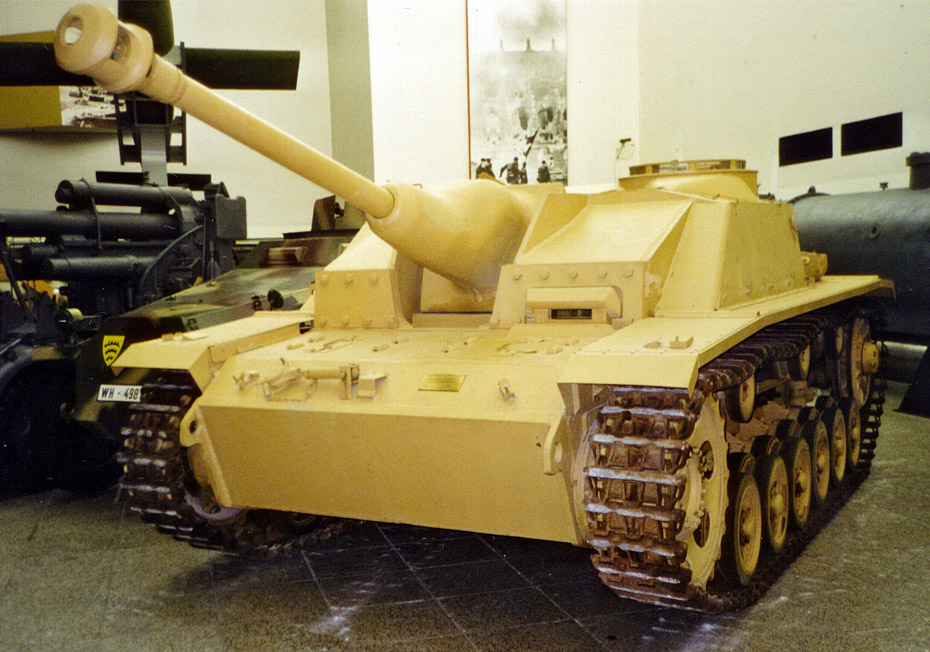
Un StuG III au Militärhistorischen Museum der Bundeswehr de Dresde

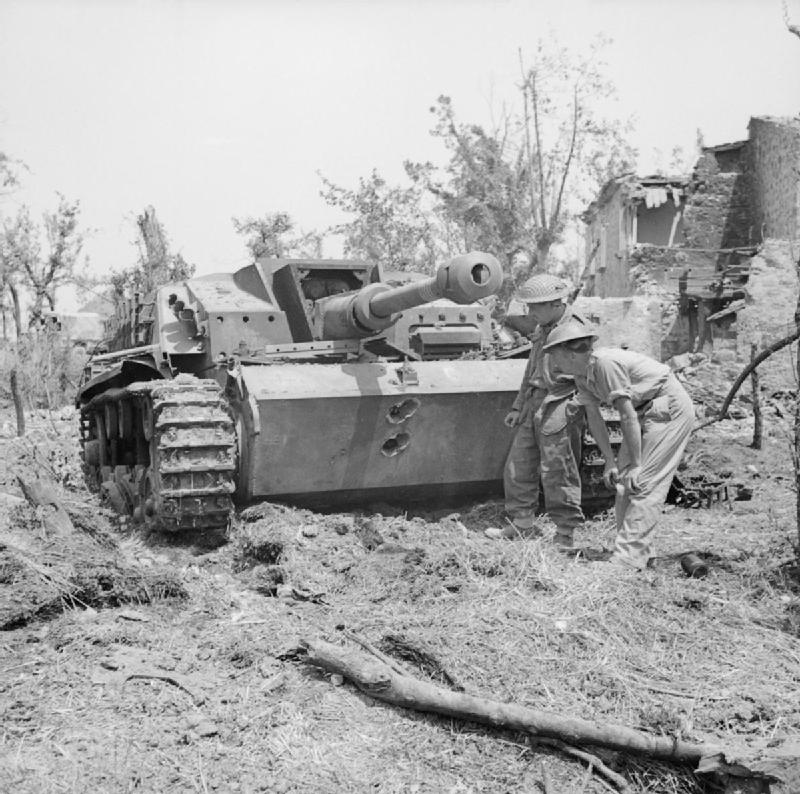
Troupes britanniques examinant un canon d'assaut StuG III détruit près de Cassino, en Italie, le 18 mai 1944.

| Spécifications techniques des Sturmgeschütz III | |                           |
|                                                 | Sturmgeschütz III Ausf. A                                                                                                  | Sturmgeschütz III Ausf. G |
| 0Principales caractéristiques                   | |                           |
|                                                 | zentriert | zentriert                 |
| Poids                                           | 19,6 t | 23,9 t                    |
| Longueur                                        | 5,38 m | 6,77 m                    |
| Largeur                                         | 2,92 m | 2,95 m                    |
| Hauteur                                         | 1,95 m | 2,16 m                    |
| 0Armement                                       | |                           |
| Armement principal                              | 7,5-cm-StuK 37 L/24 | 7,5-cm-StuK 40 L/48       |
| Armement secondaire                             | | 1 × MG 34                 |
| Capacités munitions                             | StuK: 44 | StuK: 54 MG: 600          |
| Longueur de calibre (canon)                     | 24 (180 cm) | 48 (360 cm)               |
| Blindage                                        | |                           |
| Devant                                          | 50 mm | 80 mm                     |
| Côté                                            | 30 mm | =                         |
| Arrière                                         | 30 mm | 50 mm                     |
| Toit / plancher                                 | 19 mm | =                         |
| Mobilité                                        | |                           |
| Moteur (Maybach)                                | HL 120 TRM Moteur à essence haute performance V12 avec lubrification à carter sec et allumage par magnéto refroidi à l'eau | =                         |
| Puissance                                       | 300 Ch | =                         |
| Cylindrée                                       | 11,87 l | =                         |
| Rapport poids/puissance                         | 15,3 ch/t | 12,6 ch/t                 |
| Vitesse sur route                               | 40 km/h | =                         |
| Autonomie                                       | 160 km (route) | 155 km (route)            |
| Equipage                                        | 4 | =                         |